# Ølby Kirke (Køge Kommune)
 For alternative betydninger, se Ølby Kirke. (Se også artikler, som begynder med Ølby Kirke)
Ølby Kirke er en moderne kirke i Køgeforstaden Ølby Lyng fra 1997, der er tegnet af Inger og Johannes Exner.
Kirken ligger ved Ølbycentret nord for Ølby Station over for det ligeledes relativt nybyggede Køge Svømmeland og danner dermed en slags moderne "portal" imellem det nordlige Køge og Ølbycentret.

## Galleri
- Interiør
- Alter
- Døbefont
- Prædikestol